# Albedo geomètrica
En astronomia, l'albedo geomètrica d'un cos celeste és la proporció entre la seva brillantor real tal com es veu des de la font de llum (és a dir, amb un angle de fase zero) i la d'un disc pla idealitzat, totalment reflector i dispersament difusiu (Lambertià) amb la mateixa secció transversal.
L'albedo geomètrica visual es refereix a la quantitat d'albedo geomètrica quan només es té en compte la radiació electromagnètica en l'espectre visible.

## Cossos sense aire
Els materials superficials (regolites) dels cossos sense aire (de fet, la majoria dels cossos del Sistema Solar) són fortament no lambertians i presenten l'efecte oposat, la qual cosa és una forta tendència a reflectir la llum directament a la seva font, més que a la dispersió. llum difusa.
A causa d'això, l'albedo geomètrica d'aquests cossos pot ser difícil de determinar, ja que la seva reflectància es troba fortament punta per a un petit rang d'angles de fase prop de zero. La força d'aquest pic difereix notablement entre els cossos i només es pot trobar mesurant angles de fase prou petits. Aquestes mesures solen ser difícils a causa de la necessària col·locació precisa de l'observador molt a prop de la llum incidente. Per exemple, la Lluna no es veu mai des de la Terra en un angle de fase exactament zero, perquè llavors s'està eclipsant. Altres cossos del Sistema Solar no es veuen en general en un angle de fase exactament zero ni tan sols en oposició, tret que també estiguin situats simultàniament al node ascendent o descendent de la seva òrbita i, per tant, es troben en l'eclíptica. A la pràctica, es fan servir mesuraments a petits angles de fase diferent de zero per obtenir els paràmetres que caracteritzen les propietats de reflectància direccional del cos (paràmetres de Hapke). La funció de reflectància descrita per aquests es pot extrapolar fins a l'angle de fase zero per obtenir una estimació de l'albedo geomètrica.
Per a objectes molt brillants, sòlids, sense aire, com les llunes de Saturn Enceladus i Tethys, la reflectància total dels quals (albedo de Bond) és propera a un, un fort efecte d'oposició es combina amb l'alta albedo de Bond per donar-los una albedo geomètrica per sobre de la unitat (1,4 a la cas d'Enceladus). La llum es reflecteix preferentment directament a la seva font fins i tot a un angle d'incidència baix, com per exemple a l'extremitat o a un talús, mentre que una superfície lambertiana dispersaria la radiació molt més àmpliament. Una albedo geomètrica per sobre de la unitat significa que la intensitat de la llum dispersada per unitat de sòlid unitat cap a la font és superior a la possible per a qualsevol superfície lambertiana.

## Estrelles
Les estrelles brillen intrínsecament, però també poden reflectir la llum. En un sistema estel·lar binari proper es pot utilitzar la polarimetria per mesurar la llum reflectida d'una estrella d'una altra (i viceversa) i, per tant, també les albedos geomètriques de les dues estrelles. Aquesta tasca s'ha realitzat per als dos components del sistema Spica, amb l'albedo geomètrica de Spica A i B mesurant-se com a 0,0361 i 0,0136 respectivament. Les albedos geomètriques d'estrelles són generalment petits, per al Sol s'espera un valor de 0,001, però per a les estrelles de calor més baixa (és a dir, gegants), s'espera que la quantitat de llum reflectida sigui diverses vegades que la de les estrelles del sistema Spica.

## Relació amb altres magnituds
La correlació entre l'albedo geomètrica (albedo astronòmica), la magnitud absoluta d'un planeta menor i el diàmetre ve donada per l'equació:

{\displaystyle A=\left({\frac {1329\times 10^{-H/5}}{D}}\right)^{2}},

on {\displaystyle A} és l'albedo astronòmica, {\displaystyle D} és el diàmetre en quilòmetres, i H és la magnitud absoluta d'un planeta menor.